# Balinghem
Balinghem település Franciaországban, Pas-de-Calais megyében. Lakosainak száma 1225 fő (2022. január 1.). Balinghem Les Attaques, Rodelinghem, Andres, Ardres, Brêmes és Campagne-lès-Guines községekkel határos.

## Népesség
A település népességének változása:
| Lakosok száma | 1180 | 1188 | 1202 | 1169 | 1166 | 1227 | 1225 | 1225 | 1225 |
|               | 2013 | 2015 | 2016 | 2017 | 2018 | 2019 | 2020 | 2021 | 2022 |